# Pailita
Carlos Javier Rain Pailacheo (Punta Arenas, 4 de febrero de 2000), conocido artísticamente como Pailita, es un cantante, trapero y compositor chileno.
Es reconocido por canciones como «Dime tú» junto a Cris MJ, o «Na na na». Asimismo, ha logrado niveles de inserción internacional al posicionarse en el Top 1 de la lista Billboard Global 200.

## Biografía
Nació en Punta Arenas el 4 de febrero del 2000, en el centro de una familia de ascendencia mapuche. Realizó sus estudios de enseñanza básica en la Escuela España y la media en el Instituto Don Bosco.
Representó a la región de Magallanes y de la Antártica Chilena en los Juegos Binacionales de la Araucanía en la disciplina del fútbol, deporte que tuvo que abandonar por una afección cardíaca de la cual tuvo que ser intervenido quirúrgicamente en la ciudad de Santiago. Tras haber tenido que dejar el fútbol, se dedicó por completo a la música. Más tarde, se tituló como técnico en Electricidad Industrial en el instituto Inacap de Punta Arenas.

## Carrera musical
Comenzó a desarrollar sus primeras canciones y registros de música freestyle en plataformas digitales. Motivado por ello, en 2021, dejó a su familia y amigos para viajar a Santiago en busca de poder formalizar una carrera musical. Conforme a ello, Pailita logró colaborar con Marcianeke en la realización de la canción «Dímelo Ma»,cuya popularidad lo llevó a la fama. Ello le dio una base para que el sencillo «HOOKA» fuese la consagración de su reconocimiento. 
En noviembre de 2022 se presentó en la Teletón de ese año junto a Polimá Westcoast, presentando sus éxitos «Na Na Na» y «Ultra solo», por los que fue ovacionado en el Estadio Nacional. Días después, y en aquel mismo recinto, fue telonero del cantante puertorriqueño Bad Bunny.
Dos días antes de la Navidad de 2022 canceló a último minuto su participación en los premios Musa para ir a ayudar a las víctimas de un devastador incendio forestal en la ciudad de Viña del Mar. Allí cooperó descargando camiones, y motivando a otros cantantes nacionales para que se hicieran presentes y ayudaran a los damnificados.
En enero de 2023 logró el número #1 en Spotify con la canción «Llámame Bebé» junto a Cris MJ y Young Cister, siendo esta la primera canción chilena en la historia que lograra tal posicionamiento.  

## Activismo social
El 15 de mayo de 2022, concretó la promesa de volver como artista consagrado a Punta Arenas y realizar un concierto gratuito para su gente.Esto generó una convocatoria de 14.000 personas en el Parque María Behety a orillas del Estrecho de Magallanes, evento al que invitó a su amigo, Polimá Westcoast.
El 7 de diciembre de 2022, fue nombrado como «ciudadano Ilustre» de su natal Punta Arenas. Tras ello, expresó que uno de sus mayores sueños es poder crear un centro para la prevención del delito y la rehabilitación por consumo de alcohol y drogas.

## Discografía

### Álbumes de estudio
| Año  | Título                   |
| ---- | ------------------------ |
| 2022 | «Soñando Despierto» (EP) |
| 2024 | «De la zona más extrema» |

### Sencillos como artista principal
| Año  | Sencillo                                                     |
| ---- | ------------------------------------------------------------ |
| 2020 | «No Fue Suerte»                                              |
| 2020 | «Get Me Down» (con Lewis Somes)                              |
| 2020 | «Mi Nena!»                                                   |
| 2020 | «Subiendo (remix)» (con Matii Kidd)                          |
| 2020 | «Freestyle Session»                                          |
| 2020 | «Freestyle Session 2»                                        |
| 2020 | «Freestyle Session 3»                                        |
| 2021 | «My Life» (con Melora1n)                                     |
| 2021 | «El Castii» (con Amolette, Keyshita, danny)                  |
| 2021 | «Farandulera» (con Marcianeke, Tunechikidd)                  |
| 2021 | «Exo» (con Lion Moreno, Melora1n)                            |
| 2021 | «Hooka»                                                      |
| 2021 | «Me la Busco»                                                |
| 2021 | «Noche Buena»                                                |
| 2022 | «Dime Tú» (con Cris Mj)                                      |
| 2022 | «Par De Veces»                                               |
| 2022 | Thomas Contreras                                             |
| 2022 | «Más de una Vez»                                             |
| 2022 | «Na Na Na»                                                   |
| 2022 | «Caminemos de la Mano» (con Young Cister)                    |
| 2022 | «Parcera»                                                    |
| 2022 | «Na Na Na (Remix)» (con El Jordan 23, Noriel, Pablo Chill-E) |
| 2022 | «Vuelve»                                                     |
| 2022 | «Llámame Bebé» (con Young Cister, Cris Mj)                   |
| 2022 | «Salgo»                                                      |
| 2022 | «Nadie Como Tú»                                              |
| 2022 | «Por Qué No Te Decides»                                      |
| 2022 | «Panty» (con Standly)                                        |
| 2023 | «Si Tú Supieras» (con De La Ghetto)                          |
| 2023 | «Venga Pa' Ca»                                               |
| 2023 | «Viral» (con AK4:20)                                         |
| 2023 | «Me Acordé De Ti»                                            |
| 2023 | «Ponte De Espalda» (con Cris Mj)                             |
| 2023 | «Distinta»                                                   |
| 2023 | «Bikini» (con Marcianeke)                                    |
| 2023 | «Lento»                                                      |
| 2023 | «Bailoteo»                                                   |
| 2024 | «Bendito» (de Baby Bandito: La Serie)                        |
| 2024 | «Sentimientos»                                               |
| 2024 | «Casualidad» (con Kidd Voodoo)                               |
| 2024 | «After Party» (con Polimá Westcoast y Young Cister)          |
| 2024 | «No Me Mire Así»                                             |
| 2024 | «Europea»                                                    |
| 2024 | «No Lo Son»                                                  |
| 2024 | «Buscándola» (con Pablo Chill-E)                             |
| 2024 | «Noche De Miel»                                              |
| 2024 | «Desnúdate» (con Juanka)                                     |
| 2024 | «Se Quitó Del Love»                                          |
| 2024 | «Explotao» (con Brray y Nio García)                          |
| 2024 | «Amigos» (con Kevin Roldán)                                  |
| 2024 | «Hasta Que Salga El Sol» (con Juhn)                          |
| 2024 | «Me Dijeron»                                                 |
| 2024 | «Cinturita» (con Justin Quiles)                              |
| 2024 | «No Cooperamos» (con El Jordan 23, Cris Mj y Galee Galee)    |
| 2024 | «Los Peine» (con Ithan NY y Piero 47)                        |
| 2024 | «Noche Buena 2»                                              |

### Sencillos como artista invitado
| Año  | Sencillo |
| ---- | --- |
| 2021 | «Sikiridom» (con El BAI, King Savagge) |
| 2021 | «Bendiciones» (con El Futuro Fuera de Órbita, Carlitos Junior, Azulhema)                                                                           |
| 2021 | «Dimelo Ma» (con Marcianeke) |
| 2021 | «My Life» (con Melora1n) |
| 2021 | «Vamos Pa' la Calle» (con Fat Broka, Marcianeke)                                                                                                   |
| 2021 | «No Me la Querían Dar» (con Gabo El Chamaquito, Amara Ignacia, Standly, El Barto)                                                                  |
| 2021 | «Xipetiao» (con El Jordan 23, Marcianeke) |
| 2021 | «Mi Familia» (con Flor de Rap, Arte Elegante) |
| 2021 | «El Castii» (con Amolette, Keyshita, danny) |
| 2021 | «La Mea Nota» (con Standly) |
| 2021 | «Pégate» (con Best, El Futuro Fuera de Órbita) |
| 2021 | «Tra Tra Tra» (con Tunechikidd) |
| 2022 | «Los Dos Juntitos» (con Arte Elegante) |
| 2022 | «Ponle (Remix)» (con Balbi El Chamako, El Bai, Marcianeke, Cris Mj, Young Cister, Jairo Vera, Harry Nach, Forest, Julianno Sosa, Franco El Gorila) |
| 2022 | «A Perriarla» (con Galee Galee, Cris Mj) |
| 2022 | «MBG» (con Aqua VS, Galee Galee) |
| 2022 | «Me Arrepentí» (con AK4:20, Cris Mj) |
| 2022 | «Ultra Solo» (con Polimá Westcoast) |
| 2022 | «Sin Miedo» (con Tunechikidd, Marcianeke, Nickoog Clk)                                                                                             |
| 2022 | «Ultra Solo Remix» (con Polimá Westcoast, Paloma Mami, Feid, De la Ghetto)                                                                         |
| 2022 | «Después De Las 12 Remix» (con Kim Loaiza, Ovi, Grupo Firme)                                                                                       |
| 2022 | «Síntomas de Soltera» (con Paloma Mami, El Jordan 23)                                                                                              |
| 2022 | «Amor De Luto Remix» (con Shamanes Crew) |
| 2023 | «Dónde Están» (con Standly) |
| 2023 | «Be Con Be» (con Noriel) |
| 2023 | «Ropa Cara» (con El Jordan 23) |
| 2023 | «Va Y Viene Remix» (con Arte Elegante) |
| 2023 | «Cora Roto» (con Pablo Chill-E) |
| 2023 | «Me Importa Tu Amor» (con Lucky Brown) |
| 2023 | «Patan» (con Kimberly Loaiza) |
| 2023 | «el único tema del ferxxo» (con Feid y Young Cister)                                                                                               |
| 2023 | «Paralelos» (con Brray y Polimá Westcoast) |
| 2023 | «06:06» (con Katteyes) |
| 2024 | «Tu Diablo Remix» (con Ithan NY, Brray, Nicoog Clk, Tunechikidd y El Jordan 23)                                                                    |
| 2024 | «Carro Re-Kl» (con Julianno Sosa) |
| 2024 | «Family» (con Stailok) |
| 2024 | «El Casti» (con Juliito) |
| 2024 | «Invicto» (con Marcianeke) |

## Premios y nominaciones
| Año  | Premios          | Categoría              | Trabajo                                                                      | Resultado nominación | Ref.   |
| ---- | ---------------- | ---------------------- | ---------------------------------------------------------------------------- | -------------------- | ------ |
| 2021 | Premios Musa     | Canción del año        | «Dímelo Má» (con Marcianeke)                                                 | Ganador              |        |
| 2022 | Premios Pulsar   | Mejor Canción del Año  | «Dímelo Má» (con Marcianeke)                                                 | Nominada             | [ 14 ] |
| 2022 | Premios Musa     | Artista Urbano         | Él mismo                                                                     | Ganador              | [ 15 ] |
| 2022 | Premios Musa     | Videoclip del año      | «Ultra Solo (Remix)» (con Polimá Westcoast, Paloma Mami, Feid, De la Ghetto) | Nominado             | [ 15 ] |
| 2022 | Premios Musa     | Colaboración del año   | «Ultra Solo» (con Polimá Westcoast)                                          | Ganador              | [ 15 ] |
| 2022 | Premios Musa     | Canción del año        | «Ultra Solo» (con Polimá Westcoast)                                          | Ganador              | [ 15 ] |
| 2022 | Premios la Junta | Mejor Canción Mambo    | «Phillie & Botella (Remix)» (con Nicko Og, Simon La Letra, Standly)          | Ganador              | [ 16 ] |
| 2022 | Premios la Junta | Mejor Canción Reguetón | «Ultra Solo» (con Polimá Westcoast)                                          | Nominado             | [ 16 ] |
| 2022 | Premios la Junta | Mejor Artista Reguetón | Él mismo                                                                     | Nominado             | [ 16 ] |
| 2022 | Premios la Junta | Canción del Año        | «Ultra Solo (Remix)» (con Polimá Westcoast, Paloma Mami, Feid, De la Ghetto) | Ganador              | [ 16 ] |
| 2022 | Premios la Junta | Artista del Año        | Él mismo                                                                     | Ganador              | [ 16 ] |